# Lijst van burgemeesters van Driebruggen
Dit is een lijst van burgemeesters van de voormalige Nederlandse gemeente Driebruggen vanaf de vorming in 1964 bij het samengaan van de gemeenten Hekendorp, Lange Ruige Weide, Papekop en Waarder tot 1 januari 1989 toen Driebruggen grotendeels opging in de gemeente Reeuwijk (waarbij de rest bij de gemeente Oudewater werd gevoegd).
| Ambtsperiode | Naam burgemeester                 | Partij of stroming | Bijzonderheden                                                            |
| ------------ | --------------------------------- | ------------------ | ------------------------------------------------------------------------- |
| 1964         | Hendrik Prinsen                   | ARP                | waarnemend                                                                |
| 1964 - 1984  | Maarten Gerrit (M.G.) Groenenberg | CHU                | voorheen waarnemend burgemeester van Waarder, Barwoutswaarder en Rietveld |
| 1985 - 1989  | Johan (J.C.) de Jong              | CDA                | later burgemeester van Montfoort                                          |